# Phymaphora pulchella
Phymaphora pulchella là một loài bọ cánh cứng trong họ Endomychidae. Loài này được Newman miêu tả khoa học năm 1838.